# 小治田安麻呂
小治田 安麻呂（おはりだ の やすまろ、生年不詳 - 神亀6年2月9日（729年3月13日））は、飛鳥時代から奈良時代にかけての貴族。名は安万侶とも記される。姓は朝臣。位階は従四位下。

## 経歴
平城右京三条の人。
文武朝末の慶雲4年（707年）一族の小治田宅持と同時に従六位下から四階昇進して従五位下に叙爵する。その後、元明朝の和銅4年（711年）従五位上、和銅8年（715年）正五位下、元正朝の養老3年（719年）正五位上と順調に昇進し、時期は不明ながら小治田氏の氏人としては異例の四位（従四位下）にまで昇った。
聖武朝の神亀6年（729年）2月9日卒去。最終位階は従四位下。
1912年（明治45年）奈良県山辺郡都祁村（現在の奈良県奈良市都祁甲岡町）で安麻呂の墓誌3枚と木櫃が発見された。その後、1951年（昭和26年）に改めて発掘調査が行われ、当時としては珍しい火葬墓であることが確認されている（小治田安萬侶の墓）。

## 官歴
注記のないものは『続日本紀』による。
- 時期不詳：従六位下
- 慶雲4年（707年） 2月25日：従五位下
- 和銅4年（711年） 4月7日：従五位上
- 和銅8年（715年） 4月25日：正五位下
- 養老3年（719年） 正月13日：正五位上
- 時期不詳：従四位下
- 神亀6年（729年） 2月9日：卒去（従四位下）[1]